# إيلين كوبر
إيلين كوبر (بالإنجليزية: Eileen Cooper)‏ هي رسامة بريطانية، ولدت في 10 يونيو 1953.

## وصلات خارجية
- الموقع الرسمي